# Stupid Love
Stupid Love és una cançó de Lady Gaga, publicada oficialment el dia 28 de febrer del 2020. És el primer avançament del sisè àlbum de l'artista estatunidenca, anomenat Chromatica. La cançó compta amb la producció de Tchami i Bloodpop, que també van co-compondre la cançó al costat de la pròpia Lady Gaga i Max Martin. El mateix dia de la estrena de la cançó, Gaga va compartir-ne el videoclip oficial, dirigit per Daniel Askill.

## Antecedents
A finals del mes de Gener es va filtrar la cançó, que ràpidament va fer-se viral per les xarxes socials. Lady Gaga va publicar un tweet amb un meme que feia referència a la filtració. El dimarts dia 25 de Febrer, Lady Gaga va anunciar oficialment el llançament de la cançó pel divendres dia 28.

## Videoclip
El videoclip va ser estrenat al mateix temps que la cançó. El videoclip està dirigit per Daniel Askill i filmat íntegrament amb l'iPhone 11. El videoclip va ser filmat a Califòrnia, concretament als Trona Pinnacles.
El videoclip s'ambienta en un món distòpic anomenat Chromatica, poblat per diferents tribus, cadascuna associada a un color. Gaga pertany a la tribu de color rosa, que intenta promoure l'amabilitat i el respecte entre mig del caos.

## Llistes
Stupid Love va esdevenir el setzè top 10 de Lady Gaga al Hot 100, quan va entrar directament al número 5 de la llistat de senzills estatunidenca. A la mateixa posició va entrar Stupid Love a la llista britànica. En tots dos casos la de la primera setmana va ser la posició més alta que la cançó va assolir.